# 洛帕斯特諾伊島
洛帕斯特諾伊島是俄羅斯的島嶼，屬於北地群島的一部分，位於共青團員島以東350米的拉普捷夫海，由克拉斯諾亞爾斯克邊疆區負責管轄，長2.5公里、寬0.95公里，島上無人居住。